# Киган, Джиллиан
Джиллиан Киган (англ. Gillian Keegan; род. 13 марта 1968, Эйнсдейл, Мерсисайд) — британский политик, член Консервативной партии. Министр образования Великобритании (2022—2024).

## Биография
Родилась 13 марта 1968 года. После школы была ученицей на фабрике по производству электроники, затем получила финансовую помощь, поступила в Ливерпульский университет имени Джона Мурса и получила степень по предпринимательству. Позднее получила степень магистра в Лондонской школе бизнеса.
Почти 30 лет жила и работала в разных странах в различных банках и компаниях (последней должностью перед уходом в политику стал пост директора по маркетингу в Travelport).
В 2014—2018 годах являлась депутатом городского совета Чичестера, в 2016 году при подготовке к референдуму о членстве Великобритании в Евросоюзе агитировала против выхода.
В 2017 году избрана в Палату общин от округа Чичестер.
25 октября 2022 года по завершении правительственного кризиса был сформирован кабинет Риши Сунака, в котором Киган получила пост министра образования.
5 июля 2024 года после поражения консерваторов на парламентских выборах было сформировано лейбористское правительство Кира Стармера, в котором портфель министра образования получила Бриджет Филлипсон.